# Alyse Black
Pour les articles homonymes, voir Black.
 (septembre 2024).
Alyse Black est une chanteuse et compositrice américaine.

## Carrière
Black est la plus jeune de trois filles. Elle souhaite d'abord poursuivre une carrière d'auteure-compositrice-interprète, cependant elle étudie le commerce, la communication et les études internationales à l'Université de Washington, où elle obtient son diplôme en 2004.
Après avoir travaillé dans le monde de l'entreprise, elle se tourne vers la musique en rejoignant un groupe de jazz local, No Jive Five. Alyse Black et le pianiste-chef d'orchestre, Mike Withey, forment un groupe à part, Thursty Love, pour adopter des influences plus latines et des thèmes romantiques. Thursty Love enregistre un EP en 2008 avec des classiques comme La Vie en Rose, In the Wee Small Hours et Corcovado, ainsi qu'une chanson originale que Black et Withey avaient composée ensemble.
Alyse Black sort son premier album solo Too Much & Too Lovely fin 2007. Les chansons de cet album remportent le Billboard’s Annual World Song Contest dans la catégorie Jazz, ainsi que quelques autres récompenses. Pour la tournée de l'album, Alyse Black rejoint le groupe d'Austin Society Eclaire pour une tournée de 22 dates et de festivals à travers le pays dans un vieux petit bus, affectueusement surnommé Moby.
Alyse Black retourne en studio début 2009 pour enregistrer son deuxième album avec le producteur Ryan Hadlock à Woodinville, Washington. Elle prend juste après la route pour faire la promotion de son album pendant le reste de l'année 2009 et la première moitié de 2010. Sa chanson Super Hero fait partie de la bande originale du film Let's Make a Movie, sorti en 2012.
En 2010, peu de temps après avoir eu sa première fille, Scarlett, Alyse Black enregistre The Honesty EP avec le producteur-ingénieur Zach Alkire à Houston, au Texas ; il sort en 2011.
En 2012, Black commence à travailler sur un nouveau projet inspiré par la maternité, une collection de berceuses originales et classiques avec le groupe Night Sweet Pea, enregistrées par l'ingénieure-productrice Carla Patullo, à Austin, au Texas. Pour financer la production de l'album, le groupe lance une campagne réussie sur Kickstarter. L'album, A Little Line of Kisses, sort en décembre 2012. Peu de temps après, le deuxième enfant de Black, Elliot, naît.
En 2014, elle enregistre trois reprises de chansons d'amour avec le producteur Mark Hallman, enregistrées au Congress House Studio à Austin, au Texas, puis publiées début 2015. L'album s'intitule You Belong To Me, d'après la vieille ballade pop du disque. Le disque contient également une reprise de The Story de Brandi Carlile et de Seven Shades of Blue de Beth Nielsen Chapman.
Début 2015, Alyse Black commence à enregistrer son troisième album studio complet avec le producteur Eric Rosse, à Hollywood. Cet album est aussi financé par les fans sur Kickstarter, récoltant 31 276 $. L'album éponyme paraît le 24 janvier 2017.
Alyse Black est également une agente immobilière à Austin agréée chez Keller-Williams Realty.

## Discographie
Albums
- 2007 : Too Much & Too Lovely
- 2009 : Hold Onto This
- 2011 : The Honesty EP
- 2012 : A Little Line of Kisses
- 2015 : You Belong To Me (EP)
- 2017 : Alyse Black